# Stade York Lions
Le Stade York Lions (en anglais : York Lions Stadium) est un stade multifonction situé à North York, un arrondissement de Toronto, en Ontario au Canada. Il peut accueillir 12 500 spectateurs dont 5 000 en tribunes.

## Histoire
Le stade est construit afin d'acueillir les courses d'athlétisme et les cérémonies d'ouverture des Jeux panaméricains et des Jeux parapanaméricains de 2015.
En 2021, la piste d'athlétisme est démolie, et le gazon naturel est remplacé avec une pelouse artificielle.

## Évènements
- Jeux parapanaméricains de 2015 et Jeux parapanaméricains de 2015.
- Jeux autochtones de l'Amérique du Nord de 2017 (en).
- Jeux Invictus de 2017.